# 야마토타카다역
야마토타카다역(일본어: 大和高田駅)은 일본 나라현 야마토타카다시에 위치한 긴키 닛폰 철도 오사카 선의 철도역이다. 역 번호는 D 25이며, 상대식 승강장 2면 2선의 구조를 갖춘 고가역이다.

## 타는 곳
| 1 | D 오사카 선 | 하행 | D 야마토야기 · 나바리 방면 M 이세시마 방면 E 나고야 방면                              |
| 2 | D 오사카 선 | 상행 | D 고이도 · 후세 · 오사카우에혼마치 방면 A 오사카난바 · 아마가사키 · 고베산노미야 방면 |

## 이용 현황
| 연도   | 1일 평균 승차 인원 |
| ------ | ------------------ |
| 1995년 | 13,718             |
| 1996년 | 13,183             |
| 1997년 | 12,430             |
| 1998년 | 11,905             |
| 1999년 | 11,480             |
| 2000년 | 11,022             |
| 2001년 | 10,626             |
| 2002년 | 10,437             |
| 2003년 | 10,337             |
| 2004년 | 9,868              |
| 2005년 | 9,787              |
| 2006년 | 9,692              |
| 2007년 | 9,607              |
| 2008년 | 9,481              |
| 2009년 | 9,254              |
| 2010년 | 9,151              |
| 2011년 | 8,970              |
| 2012년 | 8,895              |
| 2013년 | 9,006              |
| 2014년 | 8,728              |
| 2015년 | 8,714              |

## 역 주변
- 국도 제165호선
- JR 서일본 와카야마 선 · 사쿠라이 선 다카다 역
- 나라 현 산업회관

## 인접 역
| 긴키 닛폰 철도 D 오사카 선         | 긴키 닛폰 철도 D 오사카 선        | 긴키 닛폰 철도 D 오사카 선       |
| ---------------------------------- | --------------------------------- | -------------------------------- |
| D23 고이도 오사카우에혼마치 방면   | ■ 쾌속급행 · ■ 급행               | 야마토야기 D39 이세나카가와 방면 |
| D24 쓰키야마 오사카우에혼마치 방면 | ■ 준특급 · ■ 구간 준특급 · ■ 보통 | 마쓰즈카 D26 이세나카가와 방면   |